# Ahmed Fatehi
Ahmed Fatehi, né le 25 juin 1993 à Doha au Qatar, est un footballeur international qatarien, qui évolue au poste de milieu de terrain.

## Biographie

### Carrière internationale
Il reçoit sa première sélection en équipe du Qatar le 14 novembre 2017, en amical contre l'Islande (score : 1-1).
En fin d'année 2017, il participe à la Coupe du Golfe des nations. Lors de cette compétition, il joue deux matchs, contre le Yémen (victoire 4-0), et Bahreïn (nul 1-1).
En janvier 2019, il est retenu par le sélectionneur Félix Sánchez Bas, afin de participer à la Coupe d'Asie des nations, organisée aux Émirats arabes unis. Il ne joue qu'une seule rencontre lors de cette compétition, face à la Corée du Nord (victoire 0-6). Le Qatar remporte le tournoi en battant le Japon en finale.

## Palmarès

### En sélection
- Vainqueur de la Coupe d'Asie des nations en 2019 avec l'équipe du Qatar